# Lepthyphantes speculae
Lepthyphantes speculae är en spindelart som beskrevs av Denis 1959. Lepthyphantes speculae ingår i släktet Lepthyphantes och familjen täckvävarspindlar.
Artens utbredningsområde är Libanon. Inga underarter finns listade i Catalogue of Life.